# Mike Jones (scénariste)
Mike Jones (né en 1971) est un scénariste et journaliste américain. Il travaille actuellement chez Pixar en tant qu'artiste senior créatif (Senior Story and Creative Artist) et a participé au scénario des films d'animation Soul et Luca.

## Carrière
Jones est né à San Antonio, Texas, et est diplômé de la Tisch School of the Arts à l'université de New York. Il a commencé sa carrière comme journaliste de divertissement en travaillant comme rédacteur en chef chez Filmmaker Magazine et IndieWire.
Son premier scénario, EvenHand, a été réalisé en 2001 et projeté au AFI Film Festival, Tribeca Film Festival, et South by Southwest.
Jones a aussi travaillé sur City of Ghosts, réalisé par Matt Dillon, et il a depuis écrit des scripts pour Columbia Pictures, United Artists, HBO, Warner Bros. Pictures, Sony Pictures Animation, Fox Searchlight, and Metro-Goldwyn-Mayer.
Pendant la grève de la Writers Guild of America de 2007 il est devenu le directeur de la rédaction des festivals de film du magazine Variety; il y a couvert les lectures de festivals et des films indépendants chez Variety, Daily Variety et sur un blog intitulé The Circuit.
En 2011, son script In the Event of a Moon Disaster figurait sur The Black List et il était sélectionné par FilmNation Entertainment.
En 2013-2014, Jones a écrit les adaptations anglaises de films du Studio Ghibli : Le vent se lève et Le Conte de la princesse Kaguya, et notamment une adaptation de Sesame Street.